# Records du Soudan d'athlétisme

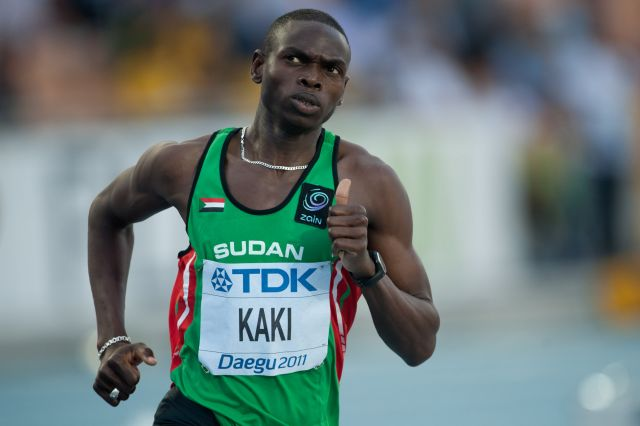
Abubaker Kaki.

Les records du Soudan d'athlétisme sont les meilleures performances réalisées par des athlètes soudanais et homologuées par la Fédération soudanaise d'athlétisme (SAA).

## Plein air

### Hommes
| Épreuve              | Record             | Athlète                                                                                      | Date            | Compétition            | Lieu        | Réf.  |
| -------------------- | ------------------ | -------------------------------------------------------------------------------------------- | --------------- | ---------------------- | ----------- | ----- |
| 100 m                | 10 s 27 (+1,2 m/s) | Ahmed Ali                                                                                    | 9 avril 2016    | Battle on the Bayou    | Baton Rouge | [ 1 ] |
| 200 m                | 20 s 16 (+2,0 m/s) | Ahmed Ali                                                                                    | 1er avril 2016  | Florida Relays         | Gainesville | [ 2 ] |
| 400 m                | 44 s 76            | Hassan El Kashief                                                                            | 3 juin 1982     | Championnats NCAA      | Provo       | [ 3 ] |
| 800 m                | 1 min 42 s 23      | Abubaker Kaki                                                                                | 4 juin 2010     | Bislett Games          | Oslo        | [ 4 ] |
| 1 500 m              | 3 min 31 s 76      | Abubaker Kaki                                                                                | 22 juillet 2011 | Herculis               | Monaco      | [ 5 ] |
| 3 000 m              | 7 min 48 s 03      | Omar Khalifa                                                                                 | 11 juillet 1987 |                        | Formia      |       |
| 5 000 m              | 13 min 27 s 09     | Mohamed Yagoub                                                                               | 23 juin 2001    |                        | Solihull    |       |
| 10 000 m             | 28 min 20 s 26     | Ahmed Musa Jouda                                                                             | 3 août 1984     | Jeux olympiques        | Los Angeles |       |
| Semi-marathon        | 1 h 05 min 59 s    | Nasser Bilal                                                                                 | 21 février 2004 |                        | Djibouti    |       |
| Marathon             | 2 h 11 min 41 s    | Yaseen Abdalla                                                                               | 10 août 2024    | Jeux olympiques        | Paris       |       |
| 110 m haies          | 13 s 45 (+2,0 m/s) | Todd Matthews Jouda                                                                          | 7 octobre 2004  | Jeux panarabes         | Alger       |       |
| 400 m haies          | 49 s 82            | Mohamed Adam Shoaib                                                                          | 4 juillet 2017  |                        | Castellon   |       |
| 3 000 m steeple      | 8 min 31 s 20      | Yousif Abdalla Timbo                                                                         | 1er juin 2016   |                        | Montbéliard | [ 6 ] |
| Saut en hauteur      | 2,28 m             | Ali Mohd Younes Idriss                                                                       | 27 mai 2015     | Atletissima            | Namur       |       |
| Saut à la perche     | 4,02 m             | Barnaba Mariam                                                                               | 5 novembre 1964 |                        | Khartoum    |       |
| Saut en longueur     | 7,61 m (+1,3 m/s)  | Rabah Yousif                                                                                 | 5 mai 2007      |                        | Londres     |       |
| Triple saut          | 15,56 m            | Khaled Ahmed Moussa                                                                          | 15 mars 1996    |                        | Khartoum    |       |
| Lancer du poids      | 14,89 m            | Ahmed Duraid                                                                                 | 28 mai 1988     |                        | Fribourg    |       |
| Lancer du disque     | 48,06 m            | Ahmed Duraid                                                                                 | 14 août 1988    |                        | Dortmund    |       |
| Lancer du marteau    | 16,68 m            | Louay Anour Atom                                                                             | 5 mai 2019      |                        | Nantes      |       |
| Lancer du javelot    | 61,82 m            | Garang Malong                                                                                | 2 juillet 1988  |                        | Nairobi     |       |
| Décathlon            |                    |                                                                                              |                 |                        |             |       |
|                      |                    |                                                                                              |                 |                        |             |       |
| 20 km marche (route) |                    |                                                                                              |                 |                        |             |       |
| 50 km marche (route) |                    |                                                                                              |                 |                        |             |       |
| 4 × 100 m            | 41 s 27            | Équipe nationale                                                                             | 26 juillet 1978 | Jeux africains         | Alger       |       |
| 4 × 400 m            | 3 min 04 s 00      | Équipe nationale Rabah Yousif Nagmeldin Ali Abubakr Ismaïl Ahmed Ismaïl Abubaker Kaki Khamis | 4 mai 2008      | Championnats d'Afrique | Addis-Abeba |       |

### Femmes
| Épreuve              | Record | Athlète                                                                  | Date                 | Compétition                    | Lieu          | Réf.   |
| -------------------- | --- | ------------------------------------------------------------------------ | -------------------- | ------------------------------ | ------------- | ------ |
| 100 m                | 12 s 39 | Gubara Asmal                                                             | 30 mai 2007          |                                | Kampala       |        |
| 100 m                | 12 s 39 (-0,7 m/s) | Gubara Asmal                                                             | 3 juin 2007          | Pan African Meeting            | Kampala       | [ 7 ]  |
| 200 m                | 23 s 75 | Nawal El Jack                                                            | 21 mai 2009          |                                | Khartoum      |        |
| 400 m                | 51 s 19 | Nawal El Jack                                                            | 15 juillet 2005      | Championnats du monde jeunesse | Marrakech     |        |
| 800 m                | 2 min 02 s 42 | Muna Jabir Adam                                                          | 23 mai 2009          |                                | Rabat         |        |
| 1 500 m              | 4 min 12 s 01 | Ehsan Gibril                                                             | 3/4 juin 2011        |                                | Dar Es Salaam |        |
| 3 000 m              | 9 min 13 s 77 | Durka Mana                                                               | 1er septembre 2009   |                                | Rovereto      |        |
| 5 000 m              | 16 min 01 s 25 | Hind Roko Musa                                                           | 24 juin 2004         |                                | Alger         |        |
| 10 000 m             | 33 min 20 s 09 | Amina Bakhit                                                             | 23 avril 2016        |                                | Dubaï         |        |
| Semi-marathon        | 1 h 23 min 22 s | Hanoyea Hasballah                                                        | 10 mai 2015          |                                | Tripoli       | [ 8 ]  |
| Marathon             | 2 h 49 min 52 s | Chaltu Niguse Shiferaw                                                   | 22 janvier 2016      | Marathon de Dubai              | Dubaï         | [ 9 ]  |
| 100 m haies          | 14 s 31 (+0,8 m/s) | Muna Jabir Adam                                                          | 31 mai 2007          |                                | Kampala       |        |
| 400 m haies          | 54 s 93 | Muna Jabir Adam                                                          | 22 juillet 2007      | Jeux africains                 | Alger         |        |
| 3 000 m steeple      | 9 min 47 s 41 | Kalamaia Durka Mana                                                      | 19 juillet 2008      |                                | Barcelone     |        |
| Saut en hauteur      | 1,85 m | Yamilé Aldama                                                            | 18 juillet 2004      |                                | Londres       |        |
| Saut à la perche     | |                                                                          |                      |                                |               |        |
| Saut en longueur     | 6,34 m (-1,9 m/s) | Yamilé Aldama                                                            | 18 mai 2007          | Championnats panarabes         | Amman         |        |
| Triple saut          | 15,28 m (+0,3 m/s) | Yamilé Aldama                                                            | 2 août 2004          | Meeting Gugl                   | Linz          | [ 10 ] |
| Lancer du poids      | 10,60 m | Kassima Ismail                                                           | 9/10 octobre 2004    |                                | Khartoum      |        |
| Lancer du disque     | 31,10 m | Iman Ahmed                                                               | 30 novembre 2012     |                                | Khartoum      |        |
| Lancer du marteau    | |                                                                          |                      |                                |               |        |
| Lancer du javelot    | 39,02 m | Munika Kosia                                                             | 10 octobre 2004      |                                | Khartoum      |        |
| Heptathlon           | 4 977 pts | Muna Jabir Adam                                                          | 15-16 septembre 2005 | Championnats panarabes         | Radès         | [ 11 ] |
| Heptathlon           | 15 s 26 (-0,3 m/s) (100 m haies), 1,54 m (hauteur), 9,49 m(poids), 25 s 06 (+2,6 m/s) (200 m) / 5,23 m (+0,4 m/s) (longueur), 32,63 m (javelot), 2 min 09 s 22 (800 m) |                                                                          |                      |                                |               |        |
| 20 km marche (route) | |                                                                          |                      |                                |               |        |
| 4 × 100 m            | 47 s 43 | Équipe nationale Amina Bakhit Gubara Asmal Nawal El Jack Muna Jabir Adam | 23 novembre 2007     | Jeux panarabes                 | Le Caire      |        |
| 4 × 400 m            | 3 min 34 s 84 | Équipe nationale Nawal El Jack Faiza Omar Hind Musa Muna Jabir Adam      | 22 juillet 2007      | Jeux africains                 | Alger         |        |